# Eulophia laurentii
Eulophia laurentii là một loài thực vật có hoa trong họ Lan. Loài này được (De Wild.) Summerh. mô tả khoa học đầu tiên năm 1960.